# Anabropsis rehni
Anabropsis rehni är en insektsart som beskrevs av Griffini 1909. Anabropsis rehni ingår i släktet Anabropsis och familjen Anostostomatidae. Inga underarter finns listade i Catalogue of Life.